# Anomomorpha subtorquens
Anomomorpha subtorquens är en lavart som först beskrevs av William Nylander och som fick sitt nu gällande namn av Bettina Staiger. 
Anomomorpha subtorquens ingår i släktet Anomomorpha och familjen Graphidaceae. Inga underarter finns listade i Catalogue of Life.